# Wakefield (Rhode Island)
Wakefield es una villa ubicada en el pueblo ubicado de South Kingstown en el condado de Washington en el estado estadounidense de Rhode Island. Wakefield es un distrito histórico agregado al Registro Nacional de Lugares Históricos el 30 de mayo de 1996.

## Geografía
Wakefield se encuentra ubicado en las coordenadas 41°26′15″N 71°30′4″O / 41.43750, -71.50111.